# Боковская
Бо́ковская — станица в Ростовской области. Административный центр Боковского района и Боковского сельского поселения.

## География
Расположена станица на реке Чир в 270 км к северо-востоку от Ростова-на-Дону (расстояние по автодорогам — 354 км).

## История
История станицы Боковской ведётся от почтовой станции Боковской. Дата основания неизвестна, но в 1873 году она уже упоминается в документах. В конце XIX века земли у реки Чир быстро заселялись казаками и иногородними крестьянами, хотя они лежали вдали от оживлённых перекрёстков.
По переписи 1915 года в хуторе Боков проживало 395 человек, имелось 2 приходских училища, церковь, 2 мельницы. В 1918 году хутор Боков был преобразован в станицу.

## Население
| 1915 | 1926 | 1959  | 1979  | 1989  | 2002  | 2010  |
| ---- | ---- | ----- | ----- | ----- | ----- | ----- |
| 395  | ↗852 | ↗2218 | ↗3844 | ↗5244 | ↘5040 | ↘4832 |

По переписи 1926 года в станице жило 852 человека, из них 415 назвались казаками по национальности.

## Инфраструктура
- Боковский районный краеведческий музей. Музей был основан в 1976 году и официально открыт 8 мая 1982 года. Музей расположен в двухэтажном здании и состоит из семи залов, посетив которые можно проследить отдельные периоды истории донского казачества, узнать историю образования станицы Боковской и Боковского района. В музее собрано 2637 экспонатов[10].
- Ансамбль «Православный Дон»

Фольклорный народный муниципальный войсковой ансамбль, созданный ещё в 1980-х годах, по праву является гордостью не только станицы и района, но всей Ростовской области. Руководит коллективом заслуженный работник культуры России Геннадий Иванович Вечёркин. С 2010 г. в станице Боковская ежегодно проходит фестиваль казачьей песни «Песни над Чиром».

## Русская православная церковь
Церковь Рождества Иоанна Предтечи.

## Люди, связанные со станицей
- Маяцкий, Пётр Иванович (1920—2016) — ветеран Великой Отечественной войны, первый секретарь Боковского РК КПСС (1962—1983), первый руководитель Боковского района, председатель районного совета ветеранов (1983—2010), почётный гражданин станицы Боковская (1983)[13][14][15].
- Телеченко, Яков Платонович (1913—1973) — Герой Советского Союза.

## Достопримечательности
- Мемориальный комплекс "Памятник воинам Великой Отечественной войны «Герои не умирают».
- В станице Боковской установлен бюст Героя Советского Союза Якова Платоновича Теличенко. Бюст является объектом культурного наследия регионального значения (решение Малого совета Ростовского областного совета народных депутатов № 325 от 17.12.1992 года).
- Памятник В. И. Ленину (1975)[16]. Ленин стоит на гранитном постаменте с поднятой правой рукой.
- В станице Боковской в 1962 году установлен памятник жителю хутора Ушакова, одному из руководителей революционного казачества на Дону во время Гражданской войны в России, члену правительства Донской Советской Республики Михаилу Васильевичу Кривошлыкову.

## Памятники археологии
Территория Ростовской области была заселена ещё в эпоху неолита. Люди, живущие на древних стоянках и поселениях у рек, занимались в основном собирательством и рыболовством. Степь для скотоводов всех времён была бескрайним пастбищем для домашнего рогатого скота. От тех времен осталось множество курганов с захоронениями жителей этих мест. Курганы и курганные группы находятся на государственной охране.
Поблизости от территории станицы расположено несколько достопримечательностей — памятников археологии. Они охраняются в соответствии с Федеральным законом от 25.06.2002 N 73-ФЗ «Об объектах культурного наследия (памятниках истории и культуры) народов Российской Федерации», Областным законом от 22.10.2004 N 178-ЗС «Об объектах культурного наследия (памятниках истории и культуры) в Ростовской области», Постановлением Главы администрации РО от 21.02.97 N 51 о принятии на государственную охрану памятников истории и культуры Ростовской области и мерах по их охране и др.
- Курган «Боковский I» на восточной окраине станицы.
- Курган «Боковский V». Расположен на расстоянии около 2,55 км к юго-западу от станицы.
- Курганная группа «Боковский II» из 4 курганов. Расположена на расстоянии около 1,2 км к западу от станицы.
- Курганная группа «Боковский III» из 6 курганов. Расположена на расстоянии около 0,7 км к юго-западу от станицы.
- Курганная группа «Боковский IV» из 2 курганов. Расположена на расстоянии около 4,15 км к западу от станицы[18].